# Kościół Matki Bożej Ostrobramskiej w Sławęcinie
Kościół Matki Bożej Ostrobramskiej w Sławęcinie – katolicki kościół filialny zlokalizowany we wsi Sławęcin w gminie Choszczno, w powiecie choszczeńskim (województwo zachodniopomorskie). Należy do parafii św. Andrzeja Boboli w Piaseczniku.

## Historia i architektura
Murowany z kamienia narzutowego kościół został wzniesiony w XVI wieku. Jest to budowla salowa, sytuowana na rzucie prostokąta, nakryta dwuspadowym dachem. Od strony zachodniej do kościoła przylega postawiona w 1695 roku drewniana, oszalowana wieża dzwonna, kryta dachem piramidowym. Okna, zakończone łukiem odcinkowym, osadzone są wysoko w ścianach nawy. W ścianie wschodniej umieszczone są dwa okna ostrołukowe. Szczyt wschodni przemurowany, znajduje się w nim rozeta wypełniona witrażem. Ściany zewnętrzne kościoła są otynkowane.
Wnętrze kościoła nakrywa drewniany, belkowany strop. Zachowało się pochodzące z XVII wieku wyposażenie: drewniany ołtarz ze skrzydłami, ambona i empora chórowa. Na wieży zawieszony jest dzwon z 1568 roku, o średnicy 84 cm, odlany przez ludwisarza Josta van Westena.
Po II wojnie światowej kościół został poświęcony jako świątynia katolicka w dniu 24 września 1945 roku przez ks. Tadeusza Sorysa.